# Walter Roßkopf
Ernst Walter Fritz Roßkopf (* 13. Februar 1903 in Rixdorf bei Berlin; † nach 1985) war ein deutscher Kameramann.

## Leben und Wirken
Roßkopf hatte die Volksschule besucht und erhielt anschließend eine Ausbildung zum Kameraoperateur. 1922 begann er als Kameraassistent zu arbeiten. In dieser Position blieb Roßkopf bis weit in die 1930er Jahre hinein tätig.
1940 wurde Roßkopf als jeweils einer von mehreren Kameraleuten für zwei nationalsozialistische Propagandafilme, Stukas und Kampfgeschwader Lützow, verpflichtet. Anschließend stand er bis kurz vor Kriegsende 1945 bei mehreren minder bedeutenden Unterhaltungsfilmen, die von der Tobis produziert wurden, hinter der Kamera. 
1946 übernahm ihn die soeben gegründete DEFA. In den Jahren 1948 bis 1951 fotografierte Walter Roßkopf mehrere Spielfilme, oftmals mit tendenziösen Inhalten. Danach wurde er fast nur noch für Kurzdokumentationen verpflichtet. Zu seinen letzten Arbeiten zählten in den 1960er Jahren einige Aufnahmen zu Winfried Junges Langzeitdokumentation Die Kinder von Golzow.
Wann Roßkopf, der zu Beginn der 1960er Jahre in Berlin-Bohnsdorf gelebt hatte, starb, ist derzeit nicht bekannt. Bekannt ist jedoch, dass er 1986 im Feierabendheim Hoffmannstraße in Berlin-Adlershof seinen 83. Geburtstag feierte.

## Filmografie
- 1941: Stukas
- 1941: Kampfgeschwader Lützow
- 1942: Die große Nummer
- 1942: Floh im Ohr
- 1943: Die große Nummer
- 1943: Fritze Bollmann wollte angeln
- 1943: Die Wirtin zum Weißen Rößl
- 1943: Leichtes Blut
- 1945: Der Erbförster
- 1945: Wir seh’n uns wieder
- 1946: Leipziger Messe (Kurzdokumentarfilm)
- 1949: Die Kuckucks
- 1950: Der Auftrag Höglers
- 1950: Bürgermeister Anna
- 1951: Lied der Jugend (Dokumentarfilm)
- 1951: Modell Bianka
- 1952: Heimat, wir schützen dich (Kurzdokumentarfilm)
- 1953: Volkskunstensemble (Kurzdokumentarfilm)
- 1954: Schaffendes Handwerk (Kurzdokumentarfilm)
- 1954: Das Land ruft (Kurzdokumentarfilm)
- 1955: Studenten von heute (Kurzdokumentarfilm)
- 1956: Um eine Million (Kurzdokumentarfilm)
- 1957: Das singende, klingende Bäumchen
- 1958: Von Wismar nach Shanghai (Kurzdokumentarfilm)
- 1959: Versuch Nr. 27 (Kurzdokumentarfilm)
- 1960: Merdeca - Indonesia (Kurzdokumentarfilm)
- 1962: Alles für Jolanthe (Kurzdokumentarfilm)
- 1962: Ofenbauer (Kurzdokumentarfilm)
- 1963: Entzauberte Kristalle (Kurzdokumentarfilm)